# Euritmia

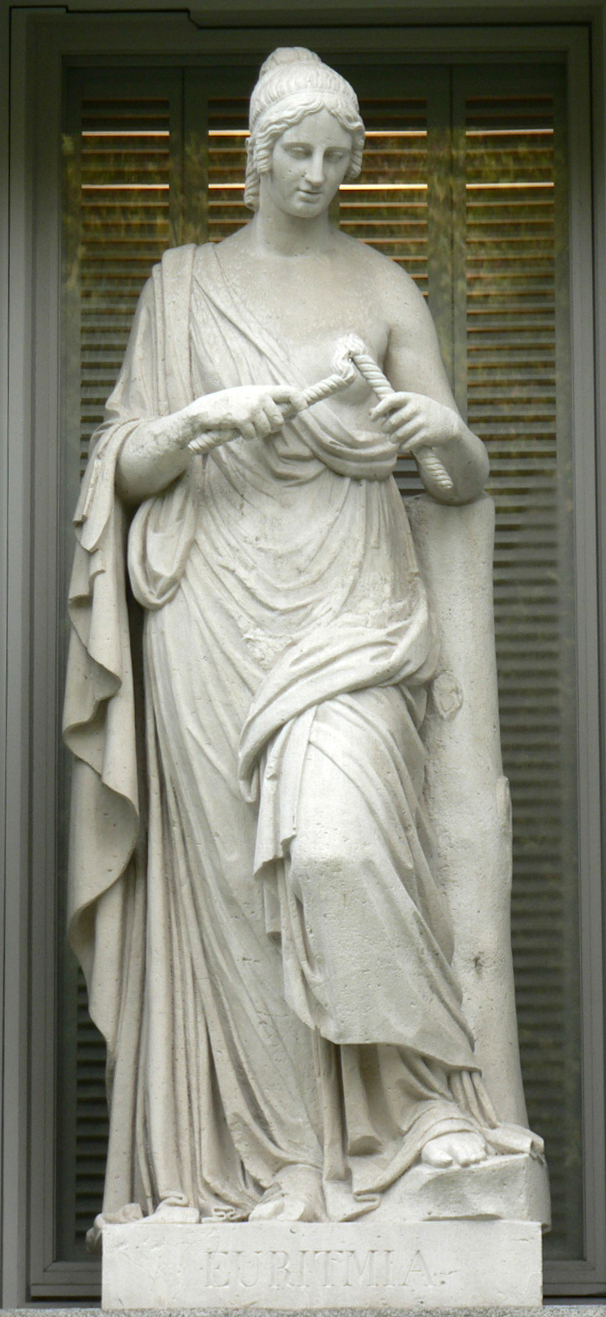
Alegoría a la euritmia de Valeriano Salvatierra en el Museo del Prado (Madrid)

Del latín eurythmia. Se conoce como euritmia al hecho de moverse de modo armonioso y buscando la belleza. Este movimiento sirve para expresar los estados de ánimo y por ello se transforma en un medio de comunicación.

En el campo de la Arquitectura, existe un concepto antropomórfico de la misma, esto es, que la construcción es el reflejo de las proporciones del cuerpo humano. Este concepto ya lo postuló Vitruvio; el gran teórico del clásico, ya sea griego o romano. Los seis primores o principios que Vitruvio exige en todo monumento son: orden, disposición, euritmia, simetría, decoro y distribución.

El filósofo austriaco Rudolf Steiner, retomó el concepto de euritmia y la definió como un arte dentro de lo que denominó antroposofía.
Para Steiner, la euritmia es el arte del movimiento que hace visible en el espacio y a través del movimiento corporal aquello que en el interior del ser humano transcurre por medio de la palabra y de la música.
Para ejercitarse en este arte, existen ejercicios de tipo coreográfico que pueden servir para expresar los tres aspectos del alma: pensamiento, sentimiento y voluntad.